# Margaretha II van Vlaanderen

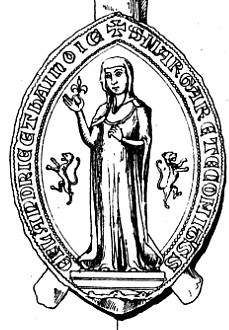
Gravinnenzegel van Margaretha

Margaretha II van Vlaanderen, ook wel Margaretha van Constantinopel (Constantinopel , 2 juni 1202 — Gent, 10 februari 1280), was gravin van Vlaanderen van 1244 tot 1278 en als Margaretha I gravin van Henegouwen van 1244 tot 1280. Zij was de tweede dochter van graaf Boudewijn IX van Vlaanderen en Henegouwen (VI), en Maria van Champagne. Haar vader werd in mei 1204 ook keizer van Constantinopel.
Na het overlijden van haar moeder in 1204 en het verdwijnen van haar vader in april 1205 liet de Franse koning Filips II haar met haar oudere zuster Johanna in 1208 op 6-jarige leeftijd naar het hof in Parijs overbrengen om haar te onttrekken aan anti-Franse invloeden in Vlaanderen. Gedurende haar tijd in Parijs maakte ze samen met haar zuster kennis met de Cisterciënzerorde, mogelijk mede door de invloed van Blanca van Castilië, de echtgenote van de Franse kroonprins.

## Huwelijken en kinderen
Bij haar terugkeer in 1212 werd tienjarige Margaretha toevertrouwd aan de Henegouwse dertigjarige ridder Burchard van Avesnes, met wie zij in hetzelfde jaar trouwde. Haar oudere zus Johanna bekritiseerde dit huwelijk. Na een klacht van gravin Johanna veroordeelde paus Innocentius III het huwelijk (tijdens het Vierde Lateraans Concilie in 1215), op grond van het feit dat Burchard subdiaken was gewijd en dus tot de geestelijke stand behoorde. Maar de echtelieden scheidden voorlopig nog niet. 
Margaretha en Burchard kregen de volgende kinderen:
- Boudewijn (overleden 1219)
- Jan van Avesnes (1218-1257)
- Boudewijn (1219-1295), gehuwd met Felicitas van Coucy, dochter van Thomas van Coucy-Vervins.

Pas in 1222 verliet Margareta haar echtgenoot en trouwde op haar eenentwintigste in het najaar van 1223 met Willem van Dampierre (1196-1231), een ridder uit de Champagnestreek en een zoon van Gwijde II van Dampierre en Mathilde I van Bourbon, bij wie zij volgende kinderen had:
- Willem III van Dampierre (1225-1251)
- Gwijde van Dampierre (1226-1305)
- Jan I van Dampierre (1230-1258)
- Johanna (overleden ca. 1245), gehuwd met Hugo III van Rethel (twee dochters) en daarna met Theobald II van Bar (geen kinderen), begraven in de abdij van Val-d'Ornain.
- Maria (overleden 21 december 1302), abdis van de abdij van Flines

## Vlaams-Henegouwse Successieoorlog
Toen Margareta haar kinderloze zuster Johanna in 1244 opvolgde als gravin van Vlaanderen en Henegouwen, liet ze Burchard van Avesnes doden. In 1246 benoemde zij haar zoon Willem tot enige erfgenaam. Daarop begon de Vlaams-Henegouwse Successieoorlog, een conflict tussen de kinderen uit Margaretha's beide huwelijken, de Avesnes en de Dampierres. De Franse koning Lodewijk IX werd in 1246 met de arbitrage belast. Hij wees Vlaanderen toe aan haar zoon Gwijde van Dampierre en Henegouwen aan haar zoon Jan van Avesnes, feitelijk later haar kleinzoon Jan I van Avesnes. Niettemin bleef de vete tussen de beide huizen voortwoeden, zelfs tot in de 14e eeuw. Margaretha zelf stond heel de tijd aan de zijde van de 'Vlaamse' Dampierres. De 'Henegouwse' Avesnes verbonden zich door het huwelijk van Jan van Avesnes met Aleid van Holland met de Hollandse graven, die ongedaan wilden maken dat zij voor Zeeland Bewestenschelde leenhulde verschuldigd waren aan Vlaanderen. Zij betwistten ook het bezit door de Dampierres van Rijks-Vlaanderen.
Lodewijk IX maakte van deze scheidsrechterlijke uitspraak gebruik om zijn positie te versterken:
- hij brak de macht van Vlaanderen-Henegouwen
- hij bezorgde Vlaanderen een vijand in de flank, aangezien de Avesnes zich niet bij de uitspraak neerlegden, dit op grond van het feit dat Lodewijk IX (de Heilige) beslist had over gebieden waarover hij geen leenheer was (Rijks-Vlaanderen in tegenstelling tot Kroon-Vlaanderen).

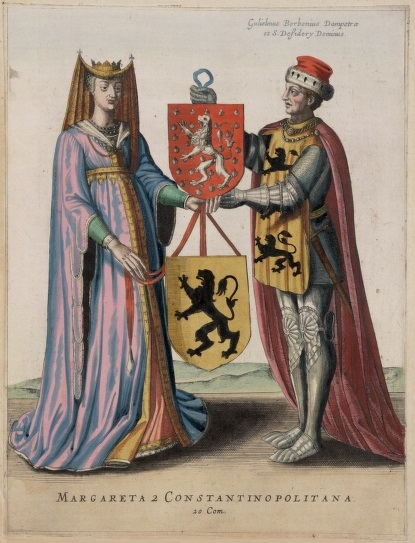
Gravin Margaretha van Constantinopel en Willem II van Dampierre (afbeelding uit Flandria illustrata, 1641)

Het conflict laaide weer op toen Willem II van Holland koning van het Rooms-Duitse Rijk werd. De graaf van Holland (in casu Willem) hield Zeeland Bewestenschelde in leen van Vlaanderen (Margaretha), terwijl de graaf van Vlaanderen dit gebied weer in leen had van de Duitse koning (in casu eveneens Willem). Willem weigerde daarom leenhulde aan Margaretha te bewijzen, terwijl Margaretha omgekeerd in gebreke bleef. In 1252 verklaarde Willem dat Margaretha al haar lenen had verloren en gaf het grootste deel aan Jan. Alleen Zeeland Bewestenschelde verviel aan de koning (Willem), die het daarna hield als rechtstreeks leen. Margaretha verzamelde een groot leger, waar ook huurlingen uit heel Noord-Frankrijk deel van uitmaakten. Terwijl Willem en Margaretha in Antwerpen onderhandelden, viel haar leger op 4 juli 1253 Walcheren aan. De plannen waren echter uitgelekt en de Hollanders vielen het Vlaamse leger al aan terwijl het zich op het strand ontscheepte, en brachten het een zware nederlaag toe (Slag bij Westkapelle).
In een laatste poging om de Avesnes te verslaan, gaf Margaretha het graafschap Henegouwen aan de Franse prins Karel van Anjou. Die werd in 1254 echter verslagen bij Valencijn.
De oorlogen hadden Vlaanderen veel geld gekost. Margaretha was genoodzaakt veel macht aan de steden te geven, in ruil voor geld. Ze was wel in staat om Béthune (1263), Dendermonde (1263) en Namen (stad) (1264) te verwerven. In 1271 stond ze enkele gebieden, waaronder het Land van Aalst, af aan haar zoon Gwijde van Dampierre. En in 1275 moest ze een ongunstige vrede met Engeland sluiten in een oorlog over de handel in wol.
Margaretha stond positief tegenover de Tempeliers. In 1273 bevestigde ze, op aanraden van Willem van Beaujeu (die ze haar neef noemde), de grootmeester, de orde in al haar rechten en bezittingen in Vlaanderen.

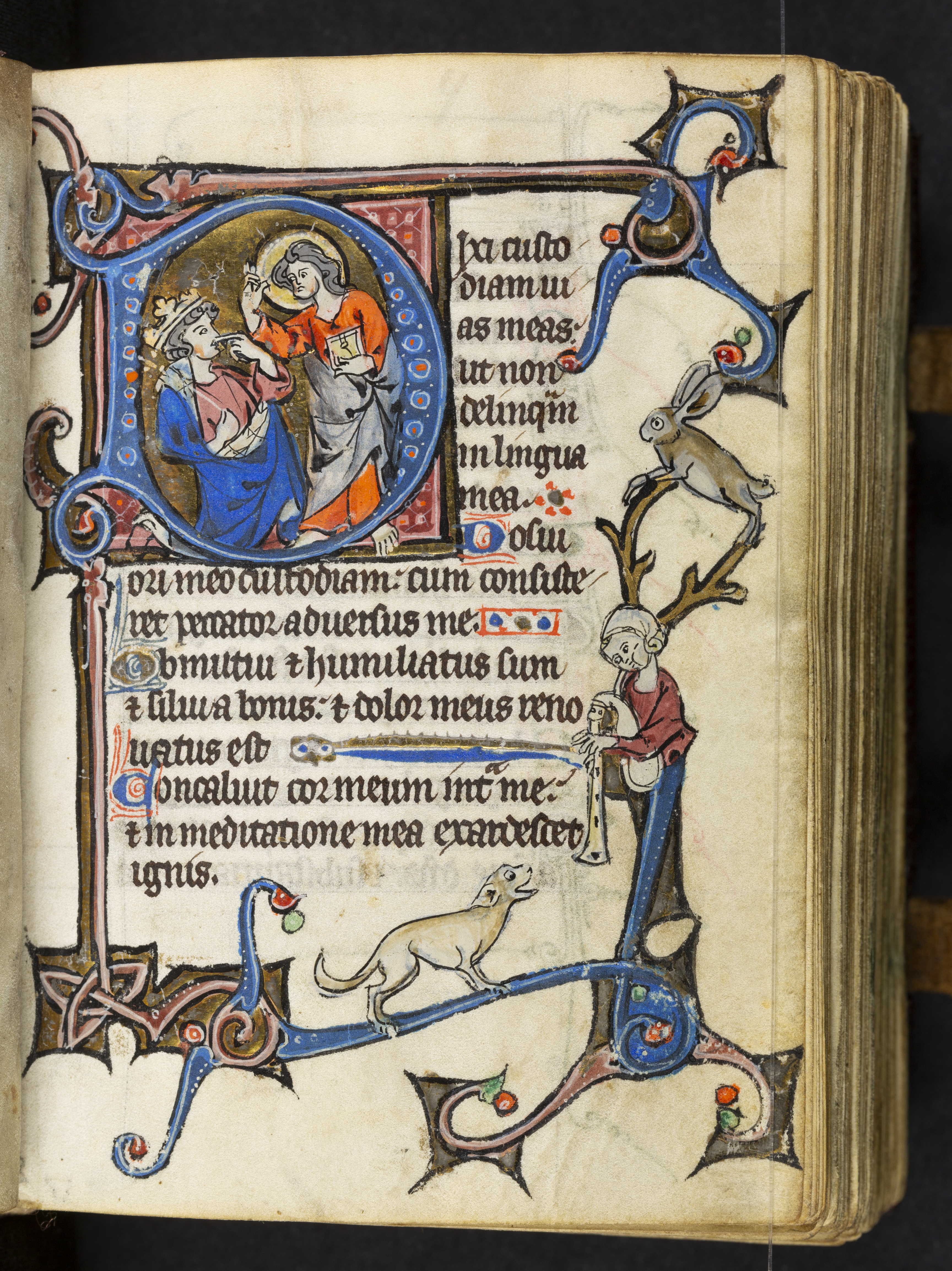
Het persoonlijke psalter van Margaretha II van Vlaanderen; verlucht door de Dampierre Meesters, Vlaanderen/Artois, ca. 1250-1280 (Brugge, Openbare Bibliotheek, Ms. 820 Collectie Vlaamse Gemeenschap)

Op 29 december 1278 deed Margaretha in Vlaanderen troonsafstand ten gunste van haar zoon Gwijde van Dampierre. In Henegouwen bleef zij zelf aan de macht tot aan haar dood; ze werd aldaar opgevolgd door haar kleinzoon Jan II van Avesnes. Door het huwelijk van haar zoon Jan van Avesnes met Aleid van Holland werden Henegouwen, Holland en Zeeland in 1299 in personele unie verenigd.
Margaretha II van Vlaanderen overleed te Gent in 1280. Krachtens haar laatste wilsbeschikkingen werd haar lichaam bijgezet in de door haar gestichte Abdij van Flines.

## Voorouders
| Voorouders van Margaretha II van Vlaanderen | Voorouders van Margaretha II van Vlaanderen                                          | Voorouders van Margaretha II van Vlaanderen                                          | Voorouders van Margaretha II van Vlaanderen                                       | Voorouders van Margaretha II van Vlaanderen                                       | Voorouders van Margaretha II van Vlaanderen                                          | Voorouders van Margaretha II van Vlaanderen                                          | Voorouders van Margaretha II van Vlaanderen                                         | Voorouders van Margaretha II van Vlaanderen                                         |
| ------------------------------------------- | ------------------------------------------------------------------------------------ | ------------------------------------------------------------------------------------ | --------------------------------------------------------------------------------- | --------------------------------------------------------------------------------- | ------------------------------------------------------------------------------------ | ------------------------------------------------------------------------------------ | ----------------------------------------------------------------------------------- | ----------------------------------------------------------------------------------- |
| Overgrootouders                             | Boudewijn IV van Henegouwen (1110-1171) ∞ 1127 Adelheid van Namen (ca. 1112/15-1169) | Boudewijn IV van Henegouwen (1110-1171) ∞ 1127 Adelheid van Namen (ca. 1112/15-1169) | Diederik van de Elzas (1100-1168) ∞ 1139 Sybille van Anjou (1116-1165)            | Diederik van de Elzas (1100-1168) ∞ 1139 Sybille van Anjou (1116-1165)            | Theobald IV van Blois (1090-1152) ∞ 1123 Mathilde van Karinthië (ca. 1097/1106-1160) | Theobald IV van Blois (1090-1152) ∞ 1123 Mathilde van Karinthië (ca. 1097/1106-1160) | Lodewijk VII van Frankrijk (1120-1180) ∞ 1137 Eleonora van Aquitanië (1122/24-1204) | Lodewijk VII van Frankrijk (1120-1180) ∞ 1137 Eleonora van Aquitanië (1122/24-1204) |
| Grootouders                                 | Boudewijn V van Henegouwen (1150-1195) ∞ 1169 Margaretha van de Elzas (1145-1194)    | Boudewijn V van Henegouwen (1150-1195) ∞ 1169 Margaretha van de Elzas (1145-1194)    | Boudewijn V van Henegouwen (1150-1195) ∞ 1169 Margaretha van de Elzas (1145-1194) | Boudewijn V van Henegouwen (1150-1195) ∞ 1169 Margaretha van de Elzas (1145-1194) | Hendrik I van Champagne (1126-1181) ∞ 1164 Maria van Frankrijk (1145-1198)           | Hendrik I van Champagne (1126-1181) ∞ 1164 Maria van Frankrijk (1145-1198)           | Hendrik I van Champagne (1126-1181) ∞ 1164 Maria van Frankrijk (1145-1198)          | Hendrik I van Champagne (1126-1181) ∞ 1164 Maria van Frankrijk (1145-1198)          |
| Ouders                                      | Boudewijn I van Constantinopel (1171-1205) ∞ 1186 Maria van Champagne (1174-1204)    | Boudewijn I van Constantinopel (1171-1205) ∞ 1186 Maria van Champagne (1174-1204)    | Boudewijn I van Constantinopel (1171-1205) ∞ 1186 Maria van Champagne (1174-1204) | Boudewijn I van Constantinopel (1171-1205) ∞ 1186 Maria van Champagne (1174-1204) | Boudewijn I van Constantinopel (1171-1205) ∞ 1186 Maria van Champagne (1174-1204)    | Boudewijn I van Constantinopel (1171-1205) ∞ 1186 Maria van Champagne (1174-1204)    | Boudewijn I van Constantinopel (1171-1205) ∞ 1186 Maria van Champagne (1174-1204)   | Boudewijn I van Constantinopel (1171-1205) ∞ 1186 Maria van Champagne (1174-1204)   |
| Margaretha II van Vlaanderen (1202-1280)    |                                                                                      |                                                                                      |                                                                                   |                                                                                   |                                                                                      |                                                                                      |                                                                                     |                                                                                     |

## Trivia
Op de Grote Markt van Sint-Niklaas staat een standbeeld van Johanna van Constantinopel en Margaretha van Constantinopel, van Frans Heirbout.